# The Castello CUBE
The Castello CUBE ist ein von dem deutschen Konzeptkünstler Niclas Castello (* 1978), bürgerlich Norbert Zerbs, erschaffenes Kunstwerk, welches am 2. Februar 2022 für einen Tag im New Yorker Central Park ausgestellt wurde.

## Beschreibung
Es handelt sich um einen 50 cm × 50 cm × 50 cm großen Würfel mit einer Wandstärke von 6,3 mm. Der rund 186 Kilogramm schwere Würfel wurde aus 24-karätigem 999,9 Gold angefertigt. Die Herstellung wurde durch Notare begleitet, um die Echtheit des Materials zu zertifizieren. Die Skulptur hat einen Materialwert von ca. 10 Mio. Euro.
Der Würfel wurde in einer Glockengießerei in Aarau gefertigt. Aufgrund der schieren Größe des Kunstwerks war hierzu ein eigens angefertigter Ofen erforderlich, der Temperaturen bis zu 1100 °C erreichen konnte.

## Bedeutung
Der Castello CUBE ist laut Künstler ein konzeptionelles Kunstwerk. Die Skulptur zeichne sich neben dem genutzten Werkstoff vor allem durch ihre öffentlichen Ausstellungen aus, welche im freien Raum sowie mit direktem Kontakt zwischen Werk und Welt stattfinden. Das für die Herstellung genutzte 24k 999,9 Gold ist sehr weich und formbar. Somit fügt jeder besuchte Ausstellungsort automatisch neue Spuren auf der Oberfläche der Skulptur hinzu.
Zweck des Kunstwerkes ist es auch, Werbung für die neue Kryptowährung Castello Coin oder CAST zu machen, die von der Hoga Capital AG in Zug, dem Sponsor des Kunstwerks, herausgegeben wird.

## Ausstellungen
Der goldene Würfel wurde am 2. Februar 2022 für neun Stunden im Central Park von New York ausgestellt und von einer Crew von 37 Sicherheitsleuten bewacht. und am 21. April 2022 für einige Stunden auf einem Platz im Sestiere Castello anlässlich der Biennale di Venezia. Er sollte nach Venedig an weiteren Orten in Europa und Asien gezeigt werden, wurde aber nach Aussage des Sponsors, der HOGA Capital AG in Zug, nach dem Anschlag auf die Mona Lisa im Louvre im Mai 2022 in einem nicht genannten Depot in den Schweizer Alpen untergebracht und vorerst nicht mehr gezeigt. Am 22. September 2022 wurde der Würfel in Zürich auf der Gemüsebrücke im Beisein des Künstlers ausgestellt.